# スペキュレイティブ・フィクション
スペキュレイティブ・フィクション（Speculative Fiction）とは、さまざまな点で現実世界と異なった世界を推測、追求して執筆された小説などの作品を指す語。フィクションの複数のジャンルにまたがって使用される。
発生当初は、「サイエンス・フィクションは大衆的で浅薄である」という偏見に対抗する意味も込めて、空想科学小説に哲学的要素を持ち込んだものを指していたため、日本語では思弁小説（しべんしょうせつ）、思弁的小説と訳された。スペキュレイティヴ・フィクションの表記もある。
一般に、サイエンス･フィクション、やファンタジー、ホラー、スーパーヒーローもの、ユートピア／ディストピアもの、破滅もの、仮想歴史もの、マジックリアリズムの小説群などが含まれ、関連する映画・ドラマ・演劇・イラストレーションなども含む。

## 歴史
スペキュレイティブ・フィクションという単語の意味は、時代により、あるいは使用者により異なる場合がある。その理解にはこの単語の辿った経緯の理解が必要であり、誰が、いつ、どのような文脈の中で使用しているのかを考慮しなければならない。
スペキュレイティブ・フィクションを「思索をめぐらせた作り話」と解すれば、古代の作品から21世紀のパラダイムを変えるような作品や伝統的作品まで幅広い。スペキュレイティブ・フィクションかどうかは、その作者の意図または物語の描かれた当時の社会背景などから判断される。例えば古代ギリシアの劇作家エウリピデス（紀元前480年ごろ-紀元前406年ごろ）の作品『メディア』では、メーデイアが逃避行の前に子どもを自らの手で殺したという虚構を思索することでアテネの観衆に衝撃を与えたと見られる。また同じくエウリピデスの『ヒッポリュトス』では、導入部が愛の女神アプロディーテーの語りであり、パイドラーを非常に好色に描いたため当時の観衆を不快にさせたと見られる。歴史学では、現在スペキュレイティブ・フィクションと呼ばれるものを "historical invention" あるいは "historical fiction" などと呼んでいた。これは例えばウィリアム・シェイクスピアの作品の文芸評論でもよく使われている。例えば、『夏の夜の夢』では時代も場所もばらばらな様々な登場人物が出てくることからそのように呼ばれたのである。神話学ではこれを「神話創造」（mythopoesis または mythopoeia）あるいは "fictional speculation" と呼び、例えばJ・R・R・トールキンの『指輪物語』のように新たに神話や伝承を生み出すような作品を指す。そのような超自然や仮想歴史や性をテーマとした作品は現代のスペキュレイティブ・フィクションのジャンルでも生み出されている。
仮説的な歴史や説明、あるいは歴史とは無関係な物語など一般的な意味でのスペキュレイティブ・フィクションの作成も、表面的にはノンフィクションを装ってフィクションを書いた作家たちに帰される。例えば古くはハリカルナッソスのヘロドトス（紀元前5世紀）の『歴史』、司馬遷（紀元前2世紀から1世紀）の『史記』があり、このスペキュレイティブ・フィクションというジャンルを表す語が生み出される以前に、意図的かそうでないかは別として多くの作品が存在していたことは注意を要する。最も広義にとったときのその概念は、世界を理解し、それに反応し、空想的で創意に富んだ芸術的表現で表すという人間心理の側面を捉えたものである。その一部は、人間関係の影響、社会的・文化的運動、科学的研究やその進歩、科学哲学などを通した現実の進歩の根底にある。
英語では芸術や文学の分野で "speculative fiction" がジャンルを表す語として20世紀から使われている。この語の起源は、SF作家ロバート・A・ハインラインに帰されることが多い。ハインラインがこの語を最初に使ったとされている例は1947年2月8日付けの『サタデー・イブニング・ポスト』紙の記事で、サイエンス・フィクションの同義語として使っていた。次に1948年のエッセイ『On Writing of Speculative Fiction』では、この語の示す範囲にファンタジーは含まれないと明確に述べている。ハインラインは自らこの語を考案したかもしれないが、それ以前にも使われた例がある。月刊誌『リッピンコット（Lippincott's Monthly Magazine）』に1889年に掲載された記事で、エドワード・ベラミーの 『顧みれば-2000年より1887年をかえりみる』などの作品を指してこの語が使われている。また1900年5月号の 『The Bookman』誌での John Uri Lloydの『Etidorhpa, The End of the Earth』の書評で「スペキュレイティブ・フィクションに興味を持っていた人々の間で多くの議論を引き起こした」と書いている。バリエーションとして "speculative literature" という表記もある。
スペキュレイティブ・フィクションという語を従来のSFに対する不満の表明として使い始めたのは、1960年代から1970年代初期のジュディス・メリルや他の作家、編集者たちによる「ニューウェーブ運動」であった。彼らはそれまで主流であった大衆娯楽科学小説に哲学的、思弁的な要素を持ち込もうとし、この語を掲げた。しかしこちらの用法では1970年代半ばには既に使われなくなっていく。日本ではニューウェーブに関連した作品の翻訳に伴い、1980年代まで使用されていたが、その後は歴史的な用語となっていったのは同様である。
いったんは忘れられたかに思われたスペキュレイティブ・フィクションは、2000年代になると特定のジャンルを包括的に示す便利な用語として、より広義に用いられるように変化する。スペキュレイティブ・フィクションに関するエッセイが、『エクストラポレーション（Extrapolation）』誌（1959年創刊のアメリカ合衆国のSF評論誌。ケント州立大学より刊行）、『フェムスペック』（Femspec）誌（アメリカ合衆国のフェミニズム系スペキュレイティブ・フィクション専門誌）、『ファウンデーション（Foundation）』誌（イギリスの代表的なSF評論誌。ノースイーストロンドン工科大学より刊行）などを含む多くの学術雑誌で発表された。

## サイエンス・フィクションとの区別
スペキュレイティブ・フィクションの略語としては "spec-fic"、"specfic"、"S-F"、"SF"、"sf" などの表記が用いられるが、最後の3つはサイエンス･フィクションの略語としても用いられるため、混乱を招くこともある。
一部の人々はこの語を、SFが本質的にもつ限界（と彼らが考えるもの）に対する不満を表明するため、あるいは「ファンタジー」や「ミステリー」などのステレオタイプに陥りやすいジャンルとは違うのだと表明するために用いた。例えば、スペキュレイティブ・フィクションに肯定的なSF作家ハーラン・エリスンは、この語は、「ただのSF（作家）」と呼ばれたくないという願い、SFの大衆性や娯楽性から抜け出したいという望み、また、メインストリームの批評家たちがしばしば言及する「SFに対する偏見」からの逃避、などに対するシグナルである、と書いている。だが一方、この語をSFそのものへの侮辱、少なくとも否定的なニュアンスを含んだ表現であると見なしている読者やSF作家も存在する。
スペキュレイティブ・フィクションという語は、内部の一貫した世界に沿ったキャラクターやストーリーではあるが特定のジャンルと決められないフィクションを指すサブカテゴリとして使うこともある。

## 日本におけるスペキュレイティブ・フィクション
作家の山野浩一、翻訳家の山田和子らが『季刊NW-SF』誌により国内外の作品や評論を紹介、発表した。誌名のNWはNew Wave、New World、No Wonderを、SFはSpeculative Fictionを意味する。
同誌は1970年創刊号から1982年までに18号が発行された。